# Lambda (colectivo)
Lambda es un colectivo LGBT fundado el 25 de septiembre de 1986 en la Comunidad Valenciana. Su creación respondía a la situación de discriminación legal y marginación social que sufrían las personas homosexuales, bisexuales y transexuales.
El principal objetivo del colectivo es la denuncia pública de la fobia hacia lesbianas, gais, transexuales y bisexuales, así como la prevención, información, coordinación y asesoramiento relacionados con la infección por VIH/Sida y otros temas de salud. Su manera de proceder se basa en un proceso de educación para favorecer la liberación y plena normalización del hecho homosexual, bisexual y transexual. Su denuncia hacia las instituciones pertinentes abarca también todo abuso, acto de discriminación o marginación por motivo de orientación sexual o identidad sexual. Lambda se ocupa de ello a través de la información y la sensibilización.

## Historia
En 1977 el movimiento gay-lésbico comienza a dar sus frutos en la Comunidad Valenciana a través de una plataforma llamada Moviment d’Alliberament Sexual del País Valencià (MAS-PV) que abogaba por la consecución de una buena información sexual con la convicción de que una sociedad es más libre cuanto más diversa es su sexualidad. La ilegalidad de este tipo de asociaciones imposibilitó un trabajo más directo en este campo.
A partir de 1980 se crean de forma legal las primeras asociaciones de gais y lesbianas en el territorio español. Ese año el MAS-PV sufrirá la escisión del  Kol·lectiu per l'Alliberament Sexual (KAS), con activistas como Rampova y Encarnita Duclown, y se transformará en el Moviment d’Alliberament Gai del País Valencià (MAG-PV). Este se coordinará con el resto de movimientos de liberación gay-lésbico del estado español.
Tras la disolución del MAG-PV, aparece en el año 1986 una nueva asociación llamada Col·lectiu Lambda de Gais i Lesbianes del P.V. motivada por la situación de discriminación legal y marginación social que padecían las personas con una orientación sexual no normativa. A lo largo de tiempo la asociación se ha pasado a llamar de diferentes formas, hasta que en el año 2012 fue declarada como Lambda, Col·lectiu de Lesbianes, Gais, Transsexuals i Bisexuals.
Lambda comenzó su actividad generando espacios de encuentro y de debate sobre la libertad y la diversidad sexual. Estos espacios consistían simplemente en un intercambio de ideas a partir de una charla, una película o un libro, que cumplía también una función socializadora de las personas asistentes. El colectivo editó la revista Papers Gais, y fue cercano al programa La Pinteta Rebel (1984-1993) de Ràdio Klara.
La etapa inicial de Lambda carece de una línea de trabajo definida y estable. Fueron tiempos de precariedad organizativa, con escasez de recursos e infraestructuras. Hasta el año 1992 Lambda no contó con una sede propia, hecho que facilitó su continuidad y amplió el campo de acción de los proyectos.
En el año 1994 se decidió enfatizar la carga política y reivindicativa. Se adoptó un modelo organizativo más estructurado que posibilitaba una mayor participación e implicación de los voluntarios en el movimiento asociativo con el objetivo de responder a las necesidades de la comunidad LGTB.
Desde esa época, los grupos y las comisiones se mantuvieron como unidades activas de trabajo, hasta que en el año 2009 se implementó el modelo de estructura actual de: Grupos, Espacios, Servicios y Proyectos, que intentan responder a las nuevas necesidades del comunidad LGTB.
Desde sus inicios hasta el día de hoy, Lambda y todas las asociaciones LGTB de España han conseguido importantes victorias como la aprobación del matrimonio igualitario en el año 2005 o la ley de identidad de género en el año 2007.[cita requerida]

## Organización: grupos, espacios, servicios y proyectos
Grupos: Son órganos de trabajo, análisis, discusión y elaboración de propuestas para desarrollar actividad en un determinado ámbito: Educación, Familias, Lesbianas, Derechos Humanos, Joven, Asuntos Religiosos, Stop Sida, Identidad de Género y Transexualidad y Bisexualidad y Pansexualidad.
Espacios: Son estructuras de encuentro, socialización, formación y empoderamiento en formato de reunión presencial: Adolescentes, LGTB+, Heidis, Personas Sordas y Zona TransFeminista.
Servicios: Son órganos de información, formación, encuentro, comunicación, consulta, asistencia o asesoramiento: Ayuda Mutua, Prueba Rápida VIH, InfoRosa y Acompañamiento Psicológico.
Proyectos: Son órganos de trabajo y elaboración de propuestas para desarrollar actividad en un determinado proyecto.

## Organizaciones relacionadas
LAMBDA es miembro de la Federación Estatal de Lesbianas, Gays, Transexuales y Bisexuals (FELGTB), la International Lesbian & Gay association (ILGA), la Coordinadora de Asociaciones de Lucha contra el VIH-SIDA de la Comunidad Valenciana (CALCSICOVA), la Coordinadora Estatal de VIH-SIDA (CESIDA), la Plataforma Feminista del País Valencià, las Comunidades Cristianas Populares de Valencia, la Corriente Som Església y Xarxes Cristianes, la Plataforma de Voluntariado Social de la Comunidad Valenciana, el Consejo de la Juventud de Valencia, el Foro Social de Valencia, el Consejo de la Ciudadanía de la Comunidad Valenciana y la Cimera Social del País Valencià.
Además, tiene firmado un convenio de colaboración con el Consejo de la Juventud de la Comunidad Valenciana (CJCV), Comisiones Obreras del País Valencià (CCOO-PV), la Unión General de Trabajadores del País Valencià (UGT-PV) y la Intersindical Valenciana.